# أمانة بالغة

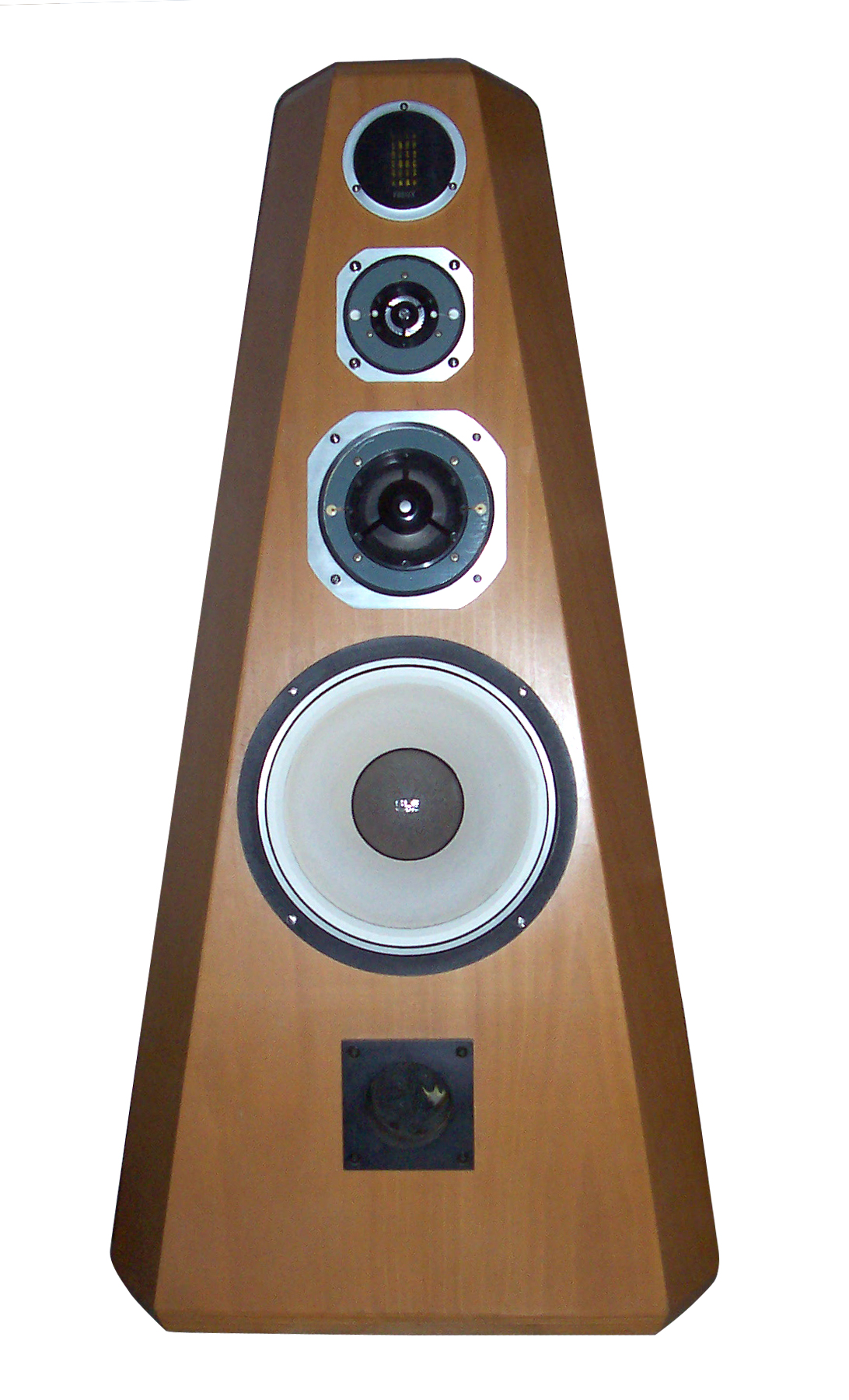
تعد مكبرات الصوت البالغة الأمانة عنصرًا أساسيًا في إعادة إنتاج الصوت عالي الجودة.

الأمانة البالغة أو الأمانة العالية أو أمانة نقل عالية (غالبًا ما تُختصر إلى Hi-Fi أو HiFi، هذا الاختصار من الإنجليزية: High fidelity) هي إعادة إنتاج الصوت عالي الجودة. تحظى بشعبية كبيرة بين عشاق الصوت البالغ الأمانة [الإنجليزية] وعشاق الصوت المنزلي [الإنجليزية]. من الناحية المثالية، تحتوي المعدات بالغة الأمانة على ضجيج وتشوه غير مسموع، واستجابة ترددية [الإنجليزية] مستوية (محايدة وغير ملونة) ضمن نطاق السمع البشري.
تتناقض الدقة العالية مع الصوت المنخفض الأمانة (lo-fi) الذي تنتجه معدات صوتية غير مكلفة، أو البث الإذاعي بتضمين السعة (Radio AM)، أو الجودة الرديئة لإعادة إنتاج الصوت التي يمكن سماعها في التسجيلات التي أُجريت حتى أواخر الأربعينيات.